# Atalostrophion sardae
Atalostrophion sardae är en plattmaskart. Atalostrophion sardae ingår i släktet Atalostrophion och familjen Didymozoidae. Inga underarter finns listade i Catalogue of Life.